# Molophilus cervus
Molophilus cervus är en tvåvingeart som beskrevs av Alexander 1929. Molophilus cervus ingår i släktet Molophilus och familjen småharkrankar. Inga underarter finns listade i Catalogue of Life.